# Морнарички истражитељи (7. сезона)
Седма сезона амерички полицијо-процедуралне драме Морнарички истражитељи је емитована од 22. септембра 2009. до 25. маја 2010. године на каналу ЦБС, а након тога је премијерно приказана 1. сезона серије Морнарички истражитељи: Лос Анђелес. На крају шесте сезоне, Зива је напустила екипу МЗИС-а у Израелу и вратила се на посао као службеница Мосада. У последњим секундама те сезоне показало се да је Жива ухваћена и мучена због података о мЗИС-у.
У првој епизоди седме сезоне, Зиву спашавају Гибс, Тони и Мекги, а по повратку у Вашингтон, она на крају постаје агенткиња МЗИС-а пошто је заувек дала оставку у Мосаду. Већи део приче сезоне се затим усредсређује на мексички рат против дроге и пуковника Мертона Бела (Роберт Патрик), осумњиченог убицу који је унајмио заступницу М. Алисон Харт да га заступа. Хартова брзо постаје трн у Гибсовој оку тако што се редовно појављује и штити могуће осумњичене док су под истрагом, тврдећи да су били њени штићњници.
Сезона се ближи крају јер је Гибса касније отео неко ко ради за Палому Рејносу, ћерку покојног Педра Хернандеза, растурача дроге кога је сам Гибс убио двадесет година раније пошто је био одговоран за убиство његсове прве жене Шенон и ћерке Кели. Док је Гибс био затворен, Палома му је рекла да ће или он да ради за њу или она њему да побије све које познаје и до којих му је стало ако не испуни њене захтеве.
Сезона је такође завршена немиром када је Палома отпутовала у Стилвотер и дошла код Џексона Гибса у радњу при чему је његова субдила остала непозната.
Серија је емитована упоредо са првом сезоном серије Морнарички истражитељи: Лос Анђелес, а епизода "Крај игре" наставила се на догађаје који су се одиграли у епизоди "Пуцањ" серије Морнарички истражитељи Лос Анђелес.

## Опис
Главна постава се у овој сезони није мењала.

## Улоге

### Главне
- Марк Хармон као Лерој Џетро Гибс
- Мајкл Ведерли као Ентони Динозо мл.
- Коте де Пабло као Зива Давид
- Поли Перет као Ебигејл Шуто
- Шон Мареј као Тимоти Мeкги
- Роки Керол као Леон Венс
- Дејвид Мекалум као др Доналд Малард

### Епизодне
- Брајан Дицен као Џејмс Палмер (Епизоде 2, 5, 8, 10-11, 14, 16, 18, 20-22, 24)

## Епизоде
| Бр. у серији | Бр. у сезони | Назив                            | Редитељ          | Сценариста                                                              | Пpемијерно емитовање | Пpод. код | Бр. гледалаца (у милионима) |
| --- | ------------ | -------------------------------- | ---------------- | ----------------------------------------------------------------------- | -------------------- | --------- | --------------------------- |
| 139 | 1            | "Истина или последице (3. део)"  | Денис Смит       | Џеси Стерн                                                              | 22. септембар 2009.  | 701       | 20.61                       |
| Екипа се бори да настави даље и нађе замену за Зиву док тражи одговоре у вези њеног нестанка. Екипа верује да је Зива мртва јер је нестала на мору на теретном броду. Тони је одбио да верује да је мртва. Пошто је Тони пронашао доказе, састављен је план за прикупљање података и спашавање Зиве. Тони и Мекги су ухваћени па је Гибс морао да одговара на питања о несталим члановима екипе. Зива је уведена у просторију у којој су Тони и Мекги. Гибс и други агенти су спасили њих троје у последњем тренутку. |              |                                  |                  |                                                                         |                      |           |                             |
| 140 | 2            | "Окупљање"                       | Тони Вормби      | Стивен Д. Бајндер                                                       | 29. септембар 2009.  | 702       | 21.37                       |
| Екипа истражује момачко вече на ком су сва три госта побијена и остављена у врло тајанственим околностима. Један од жртава је пронађен обешен, други удављен у ВЦ шољи, а трећи отрован алкохолом, а свој тројици су обријане главе после смрти. После темељне истраге екипа своди списак осумњичених на полицајца ког су њих тројица малтретирали у средњој школи. Начини на који су њих тројица побијени одговара начину на који је полицајац малтретиран све до бријања главе. Такође је откривено да су њих тројица користећи своје војне везе правили незакониту продају делова војног авиона и да је момачко вече у ствари продаја која је пошла по злу. Екипа открива да се полицајац коначно осветио и на само да је побио своје мучитеље, него да им је и покрао зараду од продаје. Ипак, након што полицајац заврши мртав, екипа открива да је прави кривац ишао у исту средњу школу као и тројица жртава и да је сместио полицајцу да би могао да украде новац од продаје авиона. У међувремену, Зива се мири са остатком екипе и суочава се са својим осећањима према Тонију извињавајући му се што је уопште сумњала у њега. |              |                                  |                  |                                                                         |                      |           |                             |
| 141 | 3            | "Доушник"                        | Томас Џ. Рајт    | Џорџ Шенк и Френк Кардеа                                                | 6. октобар 2009.     | 703       | 20.70                       |
| Кад је политички блогер Мет Бeрнс пронађен мртав након што је гурнут са моста док је пратио траг, МЗИС посебно занима истрага његове смрти. На блогу, Бeрнс је оптужио МЗИС за затапкавање убиства подофицира Рода Арнета, за кога је Бeрнс сумњао да је доушник. МЗИС је закључио да је Арнетова саобраћајна несрећа само то, саобраћајна несрећа. Ипак, због немогућности да предају надлежност Бeрнсовог случаја, екипа поново отвара Арнетов случај. Ствари постају још сложеније кад ексхумирају Арнетово тело и открију да је украдено. Они сумњају да је Бeрнс украо Арнетово тело да би могао да открије заверу у којој је МЗИС заташкао убиство. Откривено је да је Арнет несвесно дао податке сендвичару са којим се спријатељио док се возио возом сваки дан. Надајући се да на њих нико неће посумњати слажу се да поделе 2 милиона долара. Како испада, сендвичар је, плашећи да се не открије шема са Арнетом, дао дојаву Бeрнсу да се нађу и на мосту га је убио. У међувремену, Зива даје отказ у Мосаду желећи да постане пуни специјални гент МЗИС-а, али да би се то десило, Гибс мора да потпише пристанак. Епизода се завршила и није откривено да ли је Гибс потписао пристанак. |              |                                  |                  |                                                                         |                      |           |                             |
| 142 | 4            | "Добар полицајац, лош полицајац" | Лесли Либман     | Синопсис: Џеси Стерн Сценарио: Дејвид Џ. Норт                           | 13. октобар 2009.    | 704       | 21.04                       |
| Зива је принуђена да се сети догађаја који су довели до њеног нестанка када је тачност њеног извештаја доведена у питање. Ствари је додатно усложио долазак службеника Мосада Малакија Бен-Гидона у МЗИС који је запретио да ће Зиву означити као убицу. |              |                                  |                  |                                                                         |                      |           |                             |
| 143 | 5            | "Правила понашања"               | Теренс О’Хара    | Синопсис: Рид Стајнер и Кристофер Џ. Вејлд Сценарио: Кристофер Џ. Вејлд | 20. октобар 2009.    | 705       | 21.25                       |
| На Ноћ вештица екипа истражује оно што изгледа као несрећно самоубиство разводника Џејмс Корбија који је пронађен мртав у свом аутомобилу. Ипак, ускоро откривају да је Корби убијен кад су му органи смрзнути течним азотом и да је, кад је покушао да дише, азот ушао у његова плућа и угупио га. Ипак, такође је откривено да је Корбију кожа оштећена због ранијег тровања, а Гибс сумња да је цео вод, коме је доста било Корбијевих шала, покушао да га убије. Неко је успео да наговори Корбија да попије азот и исценирана је његова смрт да изгледа као самоубиство. Тони не може да заборави осећај да је Сара, Корбијева жена и трострука удовица, да је умешана сумњајући да је црна удовица. Ускоро је откривено да је редов Сингер, који је био у Корбијевом воду, био у вези са Корбијевом женом Саром. Сара је признала да је дошла кући да се суочи са Корбијем отприлике у време кад је било убиство, али се прехладила у последњој секунди. Баш кад Тони хоће да ухапси Сару за Корбијево убиство, Гибс схвата да Сара нема никакве везе са Корбијевим убиством јер постоји неко други са правим мотивом, Рејчел, Корбијева и Сарина и малолетна ћерка. Пошто је хтела да исплати добре паре из повереничког фонд и наследства, Рејчел је знала да је једини начин за то да убије Корбија и да смести Сари за његову смрт. У међувремену, Зива покушава да се навикне на своју нову улогу спацијалног агента МЗИС-а и агента приправника док Тони почиње да је зове "Припко", а тога је молила да не ради, али Тони је то урадио свакако. Касније, у правом стилу Ноћи вештица, Зива се одужила Тонију кад му је као поклон дала шољу, али кад је из ње Тони попио мало и кад се насмејао, зуби су му поплавели. |              |                                  |                  |                                                                         |                      |           |                             |
| 144 | 6            | "Одметници и родбина"            | Тони Вормби      | Џеси Стерн                                                              | 3. новембар 2009.    | 706       | 20.18                       |
| Кад се Гибсов брод тајанствено појавио у луци у Сан Дијегу са два мртваца у њему, Венс, Гибс и Даки путују у Сан Дијегу знајући да овом истрагом морају да рукују изузетно пажљиво. Испало је да је Гибс послао свој брод Френксу у Мексико, али Френка не могу нигде да нађу. Френкс се појављује у Гибсовој кући са својом снајом Лејлом (жеом Френксовог покојног сина) и унуком. Испало је да су двојица мртваца радили за лично војно друштво које је унајмила Лејлине мајка Шејда, монћи вођа племена у Ираку да отму њену ћерку и унуку и да их доведу у Ирак. То је био њен начин да некако поново оствари повезаност са својом удаљеном ћерком. Френкс преузима пуну одговорност за убиства, али после дље истраге је откривено да је Лејла побила двојицу мушкараца кад их је видела да прилазе Френксу. На крају, лично војно друштво које води пуковник Мертон Бел је одговорно и за лов на награде по Мексику, а Лејла и њена мајка се мире. |              |                                  |                  |                                                                         |                      |           |                             |
| 145 | 7            | "Крај игре"                      | Џејмс Витмор Мл. | Гари Гласберг                                                           | 10. новембар 2009.   | 707       | 20.96                       |
| Када је лекар пронађен мртав, директор Венс се појављује на месту злочина и говори да је видо део убиства. Директор говори да је убица севернокорејски атентатор Ли Ван Каи (први пут виђена у епизоди "Пуцањ" серије "МЗИС: Лос Анђелес"). Екипа открива да је Каијева оставила свој ДНК на лекаревом телу за њих. Директор је потпуно изненађен када га је Каијева позвала да дође кући и кад ју је пронашао како седи на прилазу. Како се истрага наставља, екипа открива да је Каијева у граду да би убила званичника Северне Кореје. У међувремену, за Макгијеву нову девојку Амананду испада да ради за владу Северне Кореје и да ју је упуцала Каијева пре него што је умрла на Макгијевим рукама. Екипа открива да је Каијева у Вашингтону да би побила све људе који су од ње направили атентатора. Венс се враћа кући и открива да Каијева држи на нишану његову жену. Каијева открива да је тамо да би је Венс убио и да би јој коначно окончао бол. Директор спутша пиштољ да би јој помогао, али његова жена завршава посао уместо њега. |              |                                  |                  |                                                                         |                      |           |                             |
| 146 | 8            | "Нестанак струје"                | Томас Џ. Рајт    | Стивен Д. Бајндер и Дејвид Џ. Норт                                      | 17. новембар 2009.   | 708       | 20.34                       |
| Недуго након напада на пружалаца интернет услуга, струја у целом Вашингтону је нестала. Кад је тело забављача војних снага пронађено на месту догађаја, МЗИС је позван. Ипак, без струје екипа не може да користи своју модерну електронику и мора да реши случај на старомодни начин. Ускоро откривају да је мртви радник у ствари агент НСА на тајном задатку и да је један од двоје људи који су имали приступ сваком мрежном скенеру у Сједињеним Државама. Онда хапсе једног од чувара интернет пружалаца пошто је он прави велеум. Отео је једног агента да би могао да добије приступ мрежи и искључио је струју у целом градо да би могао да приступи личним и војним тајнама које би омгао да прода на црној берзи. Екипа онда схвата колико је богатији живот без електронике све док не дође струја, а онда сви седају за своје рачунаре сем Гибса који је више него срећан да се отараси електронике за промену. |              |                                  |                  |                                                                         |                      |           |                             |
| 147 | 9            | "Дечја игра"                     | Вилијам Веб      | Рид Стајнер                                                             | 24. новембар 2009.   | 709       | 20.35                       |
| Након што је тело војника пронађено у кукурузу, екипа истраћује војну базу која користи децу геније да би решавали војне шифре. Екипа открива да је једно дете направило колаж са шифрама са важним војним тајнама, тајне које би се продале. Друго тело упућује на жену која води организацију, али када девојчица побегне из сигурне куће (Дакијеве куће) и побегне код своје мајке, екипа се трка са временом да је спасе од потенцијалног убице. У међувремену, Даки покушава да наговори Гибса и екипу да проведу Дан захвалности код њега кући, упркос ранијим плановима. |              |                                  |                  |                                                                         |                      |           |                             |
| 148 | 10           | "Вера"                           | Арвин Браун      | Гари Гласберг                                                           | 15. децембар 2009.   | 710       | 20.69                       |
| Екипа ради на решавању убиства сина велечасног и ускоро откривају да је он можда учествовао у злочину из мржње. Гибсов отац се враћа за Божић, а Гибс покушава да открије зашто је одједном променио понашање баш пред празнике. Ебина стара другарица тражи услугу од Мекгија - њен сестрић који живи са њом хоће да види своју мајку за Божић, а она је тренутно на војном броду на индијском мору, а једино Мекги то може да омогући. Гибс схвата да је жртвин брат кривац пошто није могао да прихвати братов прелаз на ислам. Гибс такође открива да је његов отац убио човека који је покушао да му опљачка радњу и да је дошао по савет ако треба да убије још неког. |              |                                  |                  |                                                                         |                      |           |                             |
| 149 | 11           | "Запаљење"                       | Денис Смит       | Џеси Стерн                                                              | 5. јануар 2010.      | 711       | 21.37                       |
| Епизода почиње када два ренџера пронађу тело близу шумског пожара. Екипа истражује и открива да је пилот носио ранац за летење и да се срушио. Адвокатица којој се не свиђа Гибс покушава да га спречи да разговара са њеним странкама. Даки открива да је жртва отрована и да је била мртва пре него што је навукла ранац за летење што доводи екипу до сумњања у трећу странку. Откривају да је то био командир који је украо технологију од личног друштва и војске да би направио свој ранац за летење и да је убио пилот да би га ућуткао. Касније, Гибс открива да је адвокатицу послао стари непријатељ. Епизода је повезана са епизодом "Одметници и родбина". |              |                                  |                  |                                                                         |                      |           |                             |
| 150 | 12           | "Од крви и меса"                 | Арвин Браун      | Џорџ Шенк и Френк Кардеа                                                | 12. јануар 2010.     | 712       | 20.85                       |
| Саудијски принц који се обучава у војној бази је избегао смрт кад су му ауто и возач експлодирали због ауто бомбе док су били паркирани код базе. Док раде на истрази и штите принца, екипа и друге агенције се суочавају са деликатним политичким проблемом јер подметање бомбе изгледа као терористички чин. Екипа такође открива да принца нису волели његови инструктори и да се одаљио од свог брата, званичника саудијске амбасаде, јер верује да су "Западни начини" његовог брата узрок напада. У међувремену, Тонијев отац се појављује на његово разочарење. Испада да је Динозо ст. пословни сарадник оца саудијског принца, што доводи у питање Тонијев рад на случају. |              |                                  |                  |                                                                         |                      |           |                             |
| 151 | 13           | "Млазњак"                        | Тони Вормби      | Кристофер Џ. Вејлд                                                      | 26. јануар 2010.     | 713       | 20.22                       |
| Док су пребацивали владиног сведока из Париза, Тони и Зива сазнају од Гибса и Макгија да је плаћени убица на њиховом лету и да хоће да убије сведока. Гибс и Макги раде на случају командира за специјалне операција кога је пронашла мртвог кућна помоћница за коју су мислили да је плаћени убица. Уз помоћ остатка екипа на земљи, као и уз помоћ покушаја убиства сведока, Тони и Зива схватају да је атентатор неко од стјуардеса. Након што су је успешно савладали, откривају да је лчовек који је унајмио сведоков вереник који би био умешан њеним сведочењем. Док су покушавали да га ухапсе, Гибс је сломио руку због чега је присиљен да ради све што може левом руком. |              |                                  |                  |                                                                         |                      |           |                             |
| 152 | 14           | "Покољ"                          | Џејмс Витмор Мл. | Стивен Д. Бајндер                                                       | 2. фебруар 2010.     | 714       | 19.23                       |
| Војник је погинуо након што му је ауто експлодирао током полицијске потере, а трагови зрачења су пронађени. Екипа креће у трку са временом кад терористички скуп прети да детонира још једну "прљаву бомбу" у области Вашингтона. Док екипа покушава да пронађе бомбе, истрага им је потресена кад се Харт врати да брани једног од њихових осумњичених. Упркос томе, екипа успева да открије да је цео план са бомбама направила лична агенција да би натерала конгрес да дозволи рачун који би донео личним одбрамбеним предузетницима да добију милионе долара из фонда. |              |                                  |                  |                                                                         |                      |           |                             |
| 153 | 15           | "Нож"                            | Денис Смит       | Џеси Стерн                                                              | 9. фебруар 2010.     | 715       | 19.75                       |
| Дејмон Верт, војник из епизоде "Војна казна", тражи помоћ од Гибса кад му је друг пронађен мртав у контејнеру. Гибс сазнаје од Форнела да су њихови осумњичени део синдиката за незакониту продају скупих делова аутомобила које ФБИ истражује већ неко време. Верт и Зива одлазе натајни задатак док остатак екипа креће на пут да би пронашли вођу операције и открили ко је убио Вертовог друга. |              |                                  |                  |                                                                         |                      |           |                             |
| 154 | 16           | "Материце"                       | Тони Вормби      | Гари Гласберг и Рид Стајнер                                             | 2. март 2010.        | 716       | 19.67                       |
| Тајне се откривају када се Гибсова бивша ташта Џоана Филдинг појави као сведок на суђењу за убиство. У почетку, злочин изгледа као пљачка која је кренула по злу, али даља истрага открива да има још тога. Жртва, војни капетан, је имала везе са нарко картелом који су убили Гибсову прву жену и ћерку. Његова ташта признаје да је убила капетана да освети ћеркину и унукину смрт, а Гибс јој говори да је он убио и правог убицу. Упркос признању, Гибс не може да ухапси рођену ташту. Он убеђује Алисон Харт да је брани, а онда намерно прави кључне грешке током хапшења (не очитавајући јој права и испитујући је без присутности заступника) тако да Хартова може да спречи хапшење. Венс касније обавештава екипу да је случај затворен без објашњења. |              |                                  |                  |                                                                         |                      |           |                             |
| 155 | 17           | "Дупли идентитет"                | Марк Хоровиц     | Џорџ Шенк и Френк Кардеа                                                | 9. март 2010.        | 717       | 19.58                       |
| Гибс и екипа истражују убиство војника и откривају о његовом животу више него што је било ко могао да замисли. Војник који је проглашен као НУА после мисије у Авганистану је некако згрнуо милионе долара и оженио се другом женом под лажним идентитетом. Ствари постају сложене кад екипа открије да су други војници из мисије дали исто сведочење од речи до речи. Такође је приказано да је Дакијева мајка преминула негде око 2010. |              |                                  |                  |                                                                         |                      |           |                             |
| 156 | 18           | "Надлежност"                     | Теренс О’Хара    | Л. Д. Злотов                                                            | 16. март 2010.       | 718       | 18.00                       |
| МЗИС и ИСОС (Истражна служба обалске страже) удружују снаге кад је војни возач који је тражио потонуло благо убијен. Обе екипа сумњају да је лекар који је финансирао експедицију потраге за потонулим благом убица, али докази се једноставно не уклапају. Сличности између Гибса и главне посебне агенткиње ИСОС-а Ебигејл Борин забављају екипу. |              |                                  |                  |                                                                         |                      |           |                             |
| 157 | 19           | "Грешно задовољство"             | Џејмс Витмор Мл. | Рид Стајнер и Кристофер Џ. Вејлд                                        | 6. април 2010.       | 719       | 16.45                       |
| Гибс користи Холи Сноу (претходно виђену у епизоди "Десинхронизација") да истражи убиство у свету пословне пратње, правећи тензију у екипи. Након проналаска тела војног извештача, екипа открива да је разговарао са проститутком која је радила са Холи Сноу и да постоје слична убиства. Холи се договара са Гибсом да му помогне око истраге и они проналазе проститутку која открива да је убицаа љубоморан што је виђа са другим мушкарцима. У почетку екипа мисли да је убица неко од њених муштерија, али откривају да је у ствари њен дечко који је адвокат који је заступа. Убица отима Холи кривећи је за то што је његова девојка ушла у свет проституције и што се виђа са другим мушкарцима. У међувремену, Тони и Макги су се озбиљно посвађали. Кад Тони ради са деткетивом Филипом Мекејденом, Макги постаје љубоморан на њихово пријатељство. |              |                                  |                  |                                                                         |                      |           |                             |
| 158 | 20           | "Са стране"                      | Томас Џ. Рајт    | Стивен Д. Бајндер и Џеси Стерн                                          | 27. април 2010.      | 720       | 16.29                       |
| Кад МЗИС-овци пронађу мртвог војног подофицира и доушника ФБИ-ја, позивају агента Форнела да помаже током остраге. Форнел говори да су се слични упади у сигурност дешавали, па проналазе извор у личном сигурносном друштву. Такође откривају да специјални полиграфиста МЗИС-а Сузан Грејдиради хонорарно у истом друштву. Након што су је пронашли, канцеларија сигурносног друштва лети у ваздух и Сузан признаје да је украла неке полиграфксе податке да би их искористила. Еби успева да открије да су се убице случајно убиле у ексползији, доводећи Гибса и Форнела до велеума - савезног судија са којим су обојица разговарали током истраге. Она је отишла на тајни задатак да би побила доушнике који би јој донели умањену казну у замену за њено сведочење и да би уништила полиграфске податке који би доказали њену умешаност. |              |                                  |                  |                                                                         |                      |           |                             |
| 159 | 21           | "Опседнутост"                    | Тони Вормби      | Џорџ Шенк и Френк Кардеа                                                | 4. мај 2010.         | 721       | 15.10                       |
| Динозо открива да га привлачи жена коју први пут види док истражује смрт њеног брата. Жена је добро познати светски извештач Дејна Хатон која је нестала убрзо након смрти брата. У почетку, екипа верује да је убиство можда повезано са тим што су брат и сестра истраживали личне војне предузимаче, али сумњају да КГБ има везе са тим кад су открили да је Дејнин брат убијен рицином. Откривено је да је човек који је довео Дејну и њеног брат у КДБ човек са кодним именом "Јури" и да има 10 милион долара на банковном рачуну који су коришћени за њихове операције. Динозо успева да задобије Дејнино поверење и она им помаже да пронађу Јуријеве папире и новац, али открива да је и њој убризган рицин. Уз помоћ папира и новца екипа успева да пронађе убицу који је побио Хатонове и то је агент КГБ који се није вратио у Русију после Хладног рата и која је хтела да се докопа новца који је Јури склонио. |              |                                  |                  |                                                                         |                      |           |                             |
| 160 | 22           | "Граница (1. део)"               | Теренс О’Хара    | Стивен Д. Бајндер                                                       | 11. мај 2010.        | 722       | 17.23                       |
| Након проналаска мртвог војника са одсеченим стопалима, као и камион пун одсечених стопала, екипа почиње да верује да је серијски убица у бекству. У мђувремену, Еби је позвао Алехандро Ривера да одржи научно предавање у Мексику, а Макги полази као пратња. Док је била тамо, Еби је позвана да реши случај препродавца дроге од пре 20 година и Еби на крају открива да је препродавац дроге онај кога је убио Гибс. У Сједињеним Државама, екипа закључује да је војник био убица који је био унајмљен да убија противничке препродавце дроге и да задржи њихова стопала као доказ. Једна од препродаваца дроге је приведена и признаје да га је убила у самоодбрани. На крају, Еби говори Гибсу о убиству које Гибс признаје. Обоје се слажу да неко покушава да ископа Гибсову прошлост, али Еби не зна да ли да настави случај или да одбаци и пита Гибса да ли ће је волети шта год да уради. |              |                                  |                  |                                                                         |                      |           |                             |
| 161 | 23           | "Убијени родољуб (2. део)"       | Денис Смит       | Гари Гласберг                                                           | 18. мај 2010.        | 723       | 15.96                       |
| Екипа је потресена кад је за раскомадано тело на плажи откривено да је то тело Ларе Мејси, такође агенткиње МЗИС-а и блиске Гибсове другарице. Откривају да је последњи случај на ком је Мејсијева радила случај силоване морнарке у Мексику. Кад успеју да нађу силоватеља, случај потпуно нема везе са убиством. У међувремену, Еби разговара са Гибсом о убиству које је починио у Мексику и пита га шта да ради, а Гибс јој одговара да ради свој посао и да поднесе пун извештај. Гибс ускоро открива да је пуковник Бел одговоран и креће за Мексико. Кад на крају стигне, проналази кућу Мајка Френка спаљену до темеља и неколико спаљених лешева Белових људи. Гибс је раније предосетио да ће Бел послати своје људе тамо и послао је Френксу упозорење: Правило 44 ("Сакриј жене и децу"). Гибса тада хвата један од Белових људи, отпуштени војни ренџер Џејсон Пол Дин који је и убио Лару Мејси. Док је тамо, Дин открива Гибсу да је тело за које је мисло да је Френкс у ствари пуковник Бел. Гибс је онда онесвешћен пре него што је стигао да пита Дина за кога ради. |              |                                  |                  |                                                                         |                      |           |                             |
| 162 | 24           | "Правило педесетједан (3. део)"  | Денис Смит       | Џеси Стерн                                                              | 25. мај 2010.        | 724       | 16.30                       |
| Гибсов отмичар и послодавац Џејсона Пола Дина је у ствари Палома Рејноса, вођа нарко картела Рејноса. Њени разлози за довођење Гибса у Мексико су јасни: хоће освету јер ју је раздвојио од оца и прети да ће да побије све које он познаје, почевши од Мајка Френкса и завршивши са Гибсовим оцем ако Гибс неће да почне да ради за њу. Кад Алехандро стигне, Гибс схвата да су њих двоје брат и сестра и такође деца препродавца дроге Педра Хернандеза, човека кога је Гибс убио пре скоро двадесет година као освету јер је Хернандез наредио да се убију Гибсова жена Шенон и ћерка Кели. Алехандро је поново отворио случај свог оца да би удаљио Гибса од своје сестре и да би опет задовољио правду, али ствари су постале сложеније због губитка Ебиног извештаја из епизоде "Убијени родољуб (1. део)" - који је пресрела Алисон Харт да не би стигао у Мексико. У међувремену, Зива је прошла свој грађански испит и очакује да јој Тони и Гибс направе прославу поводом тога. Тони је принуђен да прекрши обећање кад ситуација прерасте јер се састаје са мутним Ривером кад је отишао да се нађе са Мајком Френксом током задатка. Епизода се завршава када Палома оде у Пенсилванију и уђе у радњу Џексона Гибса, завршавајући епизоду висећом судбином и остављајући његову судбину неразјашњеном. |              |                                  |                  |                                                                         |                      |           |                             |